# Laissez-moi
Pour plus de détails, voir Fiche technique et Distribution.
Laissez-moi est un film helvético-franco-belge réalisé par Maxime Rappaz sorti en 2024.

## Synopsis
Durant l'été 1997, Claudine, couturière, prend chaque mardi un train pour rejoindre un hôtel dans la montagne, près du barrage de la Grande-Dixence, dans le canton du Valais, en Suisse. Elle y rencontre des touristes de passage pour des relations sexuelles sans lendemain. Le reste du temps, elle s'occupe seule de son fils Baptiste, handicapé. Elle utilise les descriptions que ses amants éphémères lui font de leurs villes d'origine dans des lettres qu'elle envoie à son fils, en les signant du nom du père de ce dernier, qui les a quittés.
Jusqu'au jour où elle rencontre Michael, un ingénieur allemand qui prolonge son séjour en Valais et va lui faire envisager un changement radical de sa vie.

## Fiche technique
- Titre original : Laissez-moi
- Réalisation : Maxime Rappaz
- Scénario : Maxime Rappaz
- Photographie : Benoît Dervaux
- Musique : Antoine Bodson
- Costumes : Claudine Tychon
- Montage : Caroline Detournay
- Décors : Rekha Musale, Ivan Niclass
- Production :
  - Producteurs : Yan Decoppet, Gabriela Bussmann
  - Coproducteurs : Camille Genaud, Gladys Brookfield-Hampton, Alexander Weiss, Micha Wald
- Pays de production :  Belgique,  Suisse,  France
- Langue originale : français
- Format : couleur
- Genre : drame
- Durée : 93 minutes
- Dates de sortie :
  - Suisse romande :14 mars 2024
  - France : 20 mars 2024

## Distribution
- Jeanne Balibar : Claudine
- Thomas Sarbacher: Michael
- Pierre-Antoine Dubey : Baptiste
- Véronique Mermoud : Chantal
- Alexia Hébrard : Sylvie
- Marie Probst : Annette
- Yvette Théraulaz : Martine
- Adrien Savigny : Nathan
- Martin Reinartz : Alban
- Gianfranco Poddighe : l'Italien
- Alex Freeman : l'Anglais
- Philippe Schuler : le Suisse

## Accueil

### Accueil critique
Sur Allociné, le film obtient une note moyenne de 3,2/5, basée sur 16 critiques de presse. La plupart des critiques louent l'interprétation de Jeanne Balibar. Dans Le Temps, Norbert Creutz dit que le film repose essentiellement sur sa «présence fascinante».

### Distinctions
- Nommé dans la catégorie Meilleur film de fiction au prix du cinéma suisse 2024[3].
- Sélectionné dans la section Acid du festival de Cannes 2023[4],[5]